# Замкова площа (Варшава)
За́мкова пло́ща (пол. Plac Zamkowy) знаходиться між варшавським королівським палацом і варшавським Старим містом. З південного боку трикутна площа була обмежена фортечною стіною і Краківською брамою.
З 1644 року площу прикрашає колона короля Сигізмунда.
Краківська брама і частина фортифікаційної стіни були в 1818 році знесені, але широка вулиця в південному напрямку зберегла свою назву: Краківське передмістя (пол. Krakowskie Przedmieście).
Перед руйнуванням Варшави у 1944 році Замкова площа була однією з найбільш жвавих площ столиці.
Від площі вела вниз в сторону річки Вісли крута вулиця Нови З'язд (Новий З'їзд, пол. Nowy Zjazd), яка потім прямувала через естакаду Фелікса Панцера до мосту Кербедзя і далі до варшавського району Прага на правому березі річки Вісли.
Після повстання 1944 року естакада і міст були підірвані відступаючими німецькими військами.
Замість того, щоб спробувати відновити довоєнний стан площі і її околиць, варшавські містобудівники прийняли сміливе рішення: перенесли міський транспорт в тунель під площею, знесли залишки естакади і побудували на столітніх опорах старого моста новий широкий міст. Спорудили також мікрорайон Маріенштат.
На перекритті тунелю архітектори ретельно відновили житлові будинки епохи бароко.
Сьогодні на Замковій площі є традиція робити пропозицію руки і серця